# Dolophilodes novusamericana
Dolophilodes novusamericana is een schietmot uit de familie Philopotamidae. De soort komt voor in het Nearctisch gebied.